# الصول (عملة فرنسية)

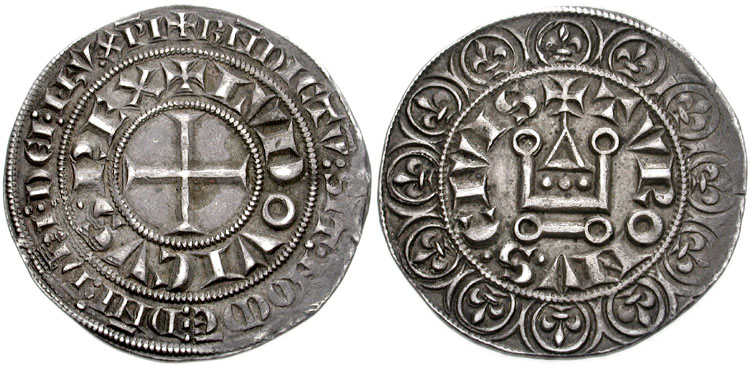
جروس من سانت لويس تستحق توغنوا واحدة

الصول الذي سمي فيما بعد صو هو اسم عدد من العملات المعدنية المختلفة المستخدمة في المحاسبة أو الدفع، والتي يعود تاريخها إلى العصور القديمة حتى اليوم. الاسم مشتق من كلمة سوليدوس الرومانية المتأخرة والبيزنطية. إن طول مدة استخدامها جعلها جزءًا لا يتجزأ من العديد من تعبيرات اللغة الفرنسية.

## العصور الرومانية القديمة
الصوليدوس هي عملة مصنوعة من 4.5 جرام من الذهب أنشأها الإمبراطور قسطنطين لتحل محل العملة الذهبية.

## أوائل العصور الوسطى
تكريمًا لاسمها اكتسبت العملة الجديدة سمعة عدم قابليتها للتغيير، حيث عبرت دون تغيير تقريبًا عن انحدار وسقوط الإمبراطورية الرومانية الغربية والغزوات الكبرى وإنشاء الممالك الجرمانية في جميع أنحاء أوروبا. ولم يقتصر الأمر على إصدارها في الإمبراطورية البيزنطية حتى القرن الحادي عشر تحت اسم "نوميسما" بل قام ملوك البرابرة وخاصة الميروفنجيين بتقليد السوليدوس، وإن كان ذلك في أغلب الأحيان في شكل "ثلث سو" (تريميسيس).

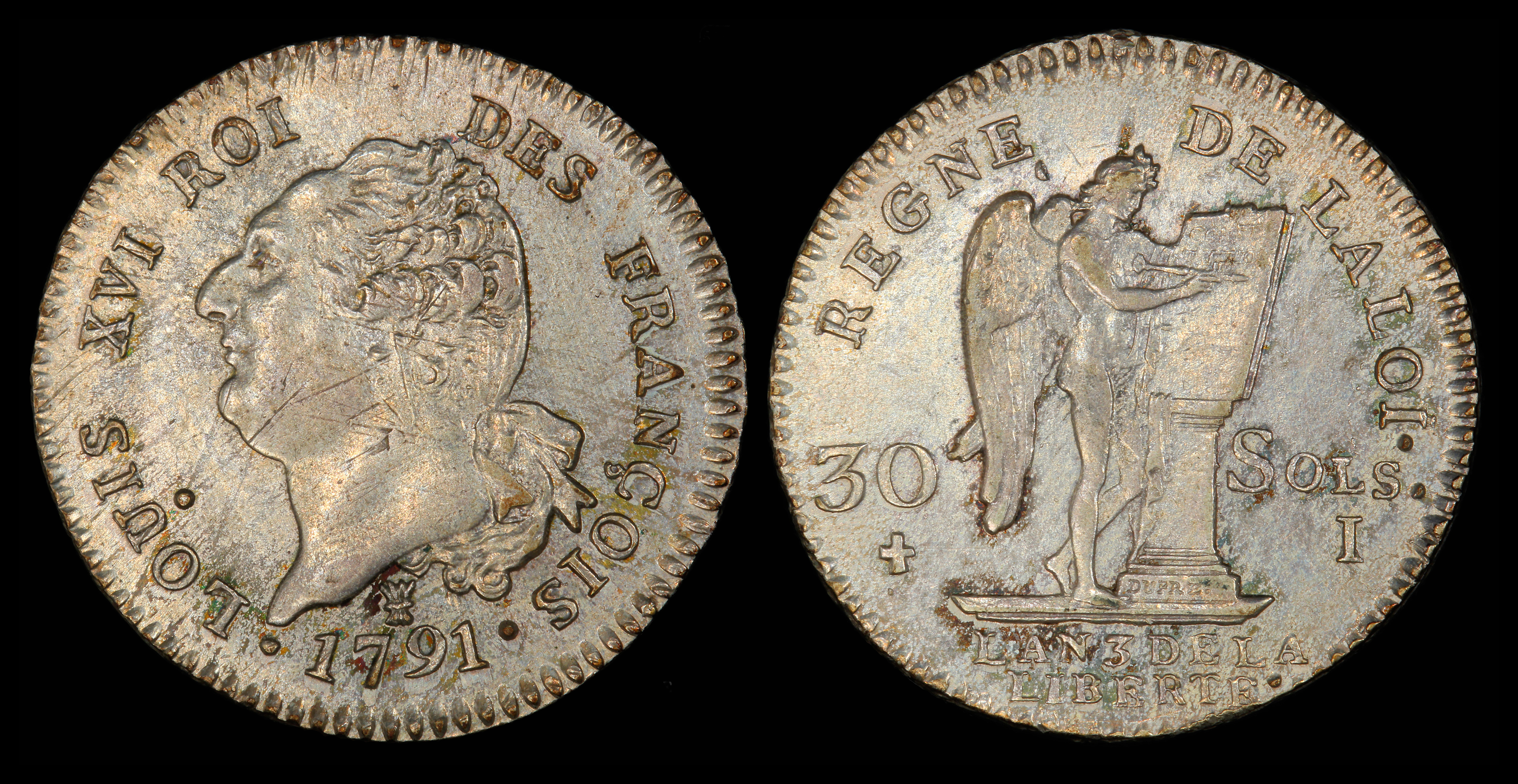
1791 30 سول تصور لويس السادس عشر

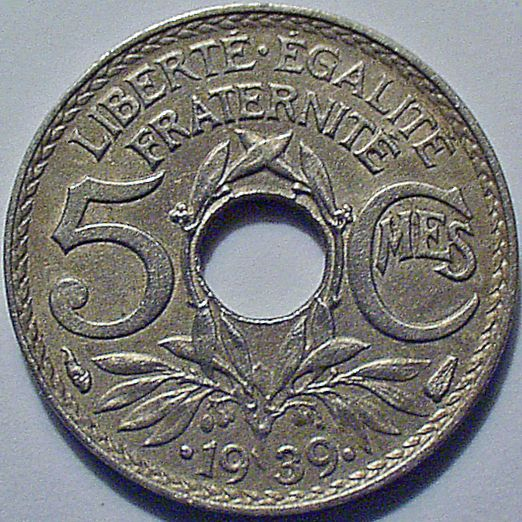
آخر "سو" : 1939 خمسة سنتيمات فرنسية (الوزن الفعلي: 19 مم)

في مواجهة نقص الذهب قدم شارلمان "استقرارًا" جديدًا (كما تسمى عمليات خفض القيمة غالبًا): ومنذ ذلك الحين لم يعد الصوليدوس يمثل 1/12 من الجنيه الذهبي الروماني ولكن 1/20 من الجنيه الفضي الكارولنجي بدلاً من ذلك. كان الصو مقسمًا إلى 12 دينارًا وكان الدينار الواحد يساوي 10 أس. مع استثناءات نادرة (مثل "جروس" سانت لويس )[بحاجة لتوضيح] كان الديناريوس لفترة طويلة هو العملة الوحيدة المتداولة في الممارسة العملية مع استخدام السوليدي والجنيه الإسترليني فقط كوحدات محاسبية.
رفض المبدأ العام لشارلمان الذي ينص على أن 12 دينار تساوي صول واحد وعشرين صول تساوي جنيه واحد في النهاية على طول العديد من المتغيرات وفقًا للسبائك المستخدمة والمعدن المزدوج الذهبي: الفضة المستخدمة أحيانًا في بعض الإصدارات. كان أعضاء شركات الصرافة فقط هم القادرين على إيجاد طريقهم بين العملات المكافئة والعملات العديدة المستخدمة في أوروبا في كل فترة ومن ثم فقد كان من غير الممكن تجنبهم في معظم العمليات التجارية غير المحلية.

## أواخر العصور الوسطى
تطور الاسم مع بقية اللغة من اللاتينية إلى الفرنسية. وأصبحت كلمة Solidus عبارة عن soldus ثم solt في القرن الحادي عشر ثم sol بعد قرن من الزمان. في القرن الثامن عشر تم تعديل تهجئة كلمة sol إلى sou لتكون أقرب إلى النطق الذي أصبح هو القاعدة لعدة قرون.

## الإلغاء والإرث
في عام 1795 استبدل الليفر رسميًا بالفرنك وأصبح الصو غير صالح كقسم رسمي للعملة. ومع ذلك فقد نجا مصطلح "sou" باعتباره مصطلح عامي لـ1⁄20 من الفرنك. وهكذا أطلق على العملة البرونزية الكبيرة من فئة 5 سنتيم اسم " sou - (على سبيل المثال في أعمال بلزاك أو فيكتور هوجو) وكانت " pièce de cent sous - ("عملة المائة صوس") تعني خمسة فرنكات وكانت تسمى أيضًا " écu - (كما في كتاب جيرمينال لزولا). سحبت آخر عملة من فئة 5 سنتيم وهي تذكار بعيد ورثته من "الفرنك الجرمنلي" من التداول في أربعينيات القرن العشرين لكن كلمة "sou" لا تزال مستخدمة (باستثناء عملة الخمسة سنتيم الجديدة للفرنك لعام 1960 والتي كانت تساوي خمسة فرنكات قديمة).

## صوسخارج فرنسا

### بريطانيا
يُستخدم مصطلح "sou" غالبًا في عبارة "ليس لديّ صوت". وهذا يدل على أن الشخص لا يملك مالاً ولا حتى عملة واحدة. تُستخدم هذه العبارة دون معرفة مصدر الكلمة "sou".

### كندا

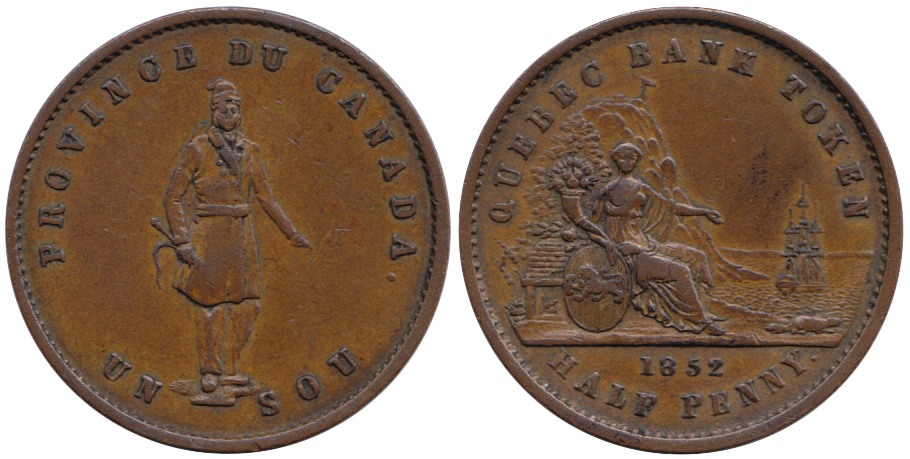
رمز بنك مقاطعة كندا 1852. على الوجه الأمامي الفئة "UN SOU" وعلى الوجه الخلفي "HALF PENNY".

في اللغة الفرنسية الكندية تُستخدم كلمة "sou" في اللغة اليومية وتعني قسمة 1/100 من الدولار الكندي. المصطلح الرسمي هو "سنت". العملات المعدنية الكندية من فئة سنت واحد (لم تعد متداولة) تحمل الاسم العامي " sou noir". الربع الكندي الذي تبلغ قيمته 25 سنتًا يسمى trente sous ("ثلاثون سوس"). ويعود تاريخ هذا الاستخدام إلى الوقت الذي استخدمت فيه كلمة "sou" في كندا السفلى الناطقة بالفرنسية للإشارة إلى عملة نصف بنس من الجنيه الكندي؛ في ذلك الوقت كانت قيمة الربع الأمريكي 1 شلن و3 بنسات كندية (أي 15 بنسًا كنديًا) وظل الاستخدام قائمًا بعد أن غيرت كندا عملاتها. "Échanger quatre trente sous pour une piastre" ("تبادل أربعة 30 صوس مقابل قرش واحد") يعني بالتالي تغيير شيء ما بنفس الشيء، حيث أن "القرش" هو الاسم الشائع للدولار الكندي.

### سويسرا

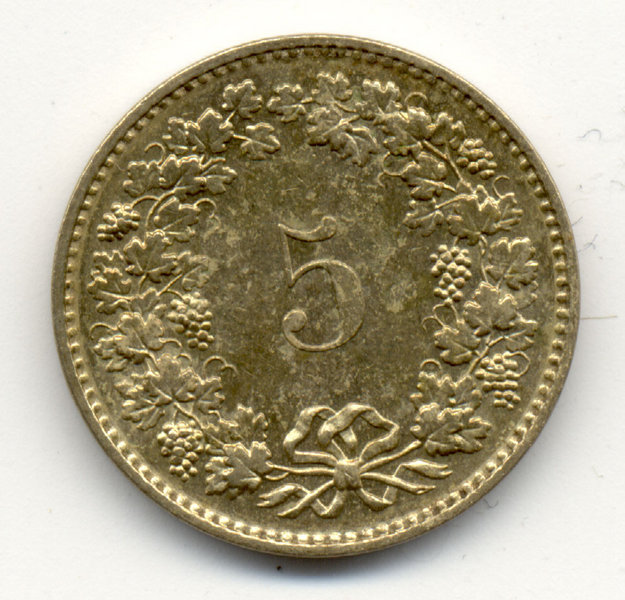
خمسة سنتيمات سويسرية الحالية

في سويسرا عملة المائة صو هي عملة بقيمة خمسة فرنكات سويسرية وعملة الأربعة صو هي عملة بقيمة عشرين سنتيم سويسري. وتظل كلمة sou موجودة أيضًا في اللغة غير الرسمية في المصطلحات "عشرة، عشرون ... sous".

### فيتنام
استعير المصطلح الفرنسي sou إلى اللغة الفيتنامية ككلمة xu / su (樞). ويستخدم المصطلح عادة ليعني ببساطة كلمة "عملة معدنية" غالبًا في صيغة مركبة في أشكال đồng xu (銅樞) أو tiền xu (錢樞). ينقسم الدونغ الفيتنامي الحديث اسميًا إلى 100 شو.

## الصو في التعبيرات الفرنسية
إن كلمة "sou" التي استُخدمت لأكثر من ألف عام متجذرة بعمق في اللغة والتعبير الفرنسي. Les sous الجمع هو مرادف لكلمة مال.
- « إذا فعلت ذلك تحت "، لكسب المال.
- « قضية كبيرة تحت الأرض » هو عمل مربح للغاية.
- « وجود بلا روح " " لا تخف من أن تكون مخطئًا " " لا يوجد روح في جيب " " لا أريد أن أموت »:[3] "لا أملك فلسًا واحدًا" لا أملك أي أموال على الإطلاق.
- عن شخص يعاني دائمًا من نقص المال أو يطلب بعضه دائمًا، يقال: « Il lui manque toujours 3 sous pour faire un franc ""إنه يفتقر دائمًا إلى 3 سو لتكوين فرنك واحد"" في بعض الأحيان يقال "يحتاج إلى 19 سوًا ليحصل على فرنك واحد"، حيث يساوي الفرنك الواحد 20 سوًا؛ النسخة الأمريكية: "يحتاج دائمًا إلى بنس واحد ليحصل على دولار مستدير".
- « أنا أدفع سنتًا مقابل فرنك "أراهن معك بـ 100 سو (5 فرنك) مقابل فرنك واحد"، أي "أنا متأكد من (أيا كان الموضوع)".
- « الروح هي الروح "لا يوجد ربح صغير، يعادل "الفلس المدخر هو فلس مكتسب".
- « سو بار سو " أو " من تلقاء نفسه " شيئًا فشيئًا .
- « كن تحتها " » ("أن يكون قريبًا من ماله")، أن يكون بخيلًا / قبضة مغلقة.
- « على lui donnerait المائة sous à le voir "سيتم إعطاؤه 100 سو بمجرد النظر إليه"، وذلك لشخص يثير مظهره الشفقة.
- « سنوير « في سنت من الساعة " أو " في مائة من الساعة "، أشعر بالملل الشديد.
- عندما يكون هناك شيء يستحق « ثلاثة فرنكات وستة سوس "إنها رخيصة جدًا."
- « كائن من أربعة أجزاء "إن قيمة (قطعة من البنسين) أقل بكثير، وبالتالي أصبحت أوبرا "جروشن 3" من بريشت "أوبرا 4 سوس".
- عندما يكون أحد « لا يوجد اثنان تحت اللعب "، "لا يملك ذرة من الحس السليم".
- أ « آلة تحت الماء » هي ماكينة قمار.
- « روح الفرنك ""("الخصم من الجنيه")، وهو مُحلي للمشتري.
- « Pas ambigu/fier/modeste/courageux/... pour un sou » "ليس غامضًا/فخورًا/متواضعًا/شجاعًا على الإطلاق/...".

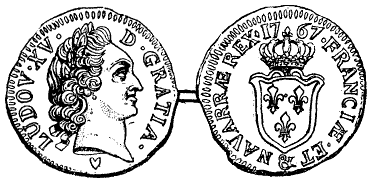
عملة نحاسية 1767، سُكّت لصالح لويس الخامس عشر ملك فرنسا

## روابط خارجية
- Chisholm, Hugh, ed. (1911). "Encyclopædia Britannica". Encyclopædia Britannica (بالإنجليزية) (11th ed.). Cambridge University Press.